# Ragadia arpeta
Ragadia arpeta är en fjärilsart som beskrevs av Corbet 1942. Ragadia arpeta ingår i släktet Ragadia och familjen praktfjärilar. Inga underarter finns listade.